# Aeroport Internacional de Trípoli
LAeroport Internacional de Trípoli (codi IATA: TIP, codi OACI: HLLT) (en àrab: مطار طرابلس العالمي) serveix a Trípoli, Líbia. És operat per l'Oficina d'Aviació Civil i Meteorologia de Líbia i és l'aeroport més important del país. Situat al poble de (Qasr) Ben Ghashir, a 34 km al sud del centre de la ciutat de Trípoli, l'aeroport és un centre de connexió per Libyan Airways, com així també per les noves aerolínies Afriqiyah Airways i Buraq Air.
El transport des de i cap al centre de Trípoli generalment implica prendre un taxi privat o compartit. Els operadors turístics ofereixen trasllat a l'aeroport, connectant amb diversos hotels del centre de la ciutat.